# 香港樹仁大学
香港樹仁大学（ホンコンじゅじんだいがく、英語名：Hong Kong Shue Yan University、広東語表記：香港樹仁大學）は、香港の香港島にある大学。

## 学科(系)
- 中国語言文学系、英国語言文学系、歴史学系、新聞與伝播学系
- 会計学系、工商管理学系、経済学系、法律與経済学系
- 輔導及心理学系、社会学系、社会工作系